# Франкі-Домброва
Франкі-Домброва (пол. Franki-Dąbrowa) — село в Польщі, у гміні Кобилін-Божими Високомазовецького повіту Підляського воєводства.
Населення — 105 осіб (2011).
У 1975-1998 роках село належало до Ломжинського воєводства.

## Демографія
Демографічна структура станом на 31 березня 2011 року:
|          | Загалом | Допрацездатний вік | Працездатний вік | Постпрацездатний вік |
| -------- | ------- | ------------------ | ---------------- | -------------------- |
| Чоловіки | 56      | 10                 | 37               | 9                    |
| Жінки    | 49      | 7                  | 25               | 17                   |
| Разом    | 105     | 17                 | 62               | 26                   |